# Cristianismo germánico

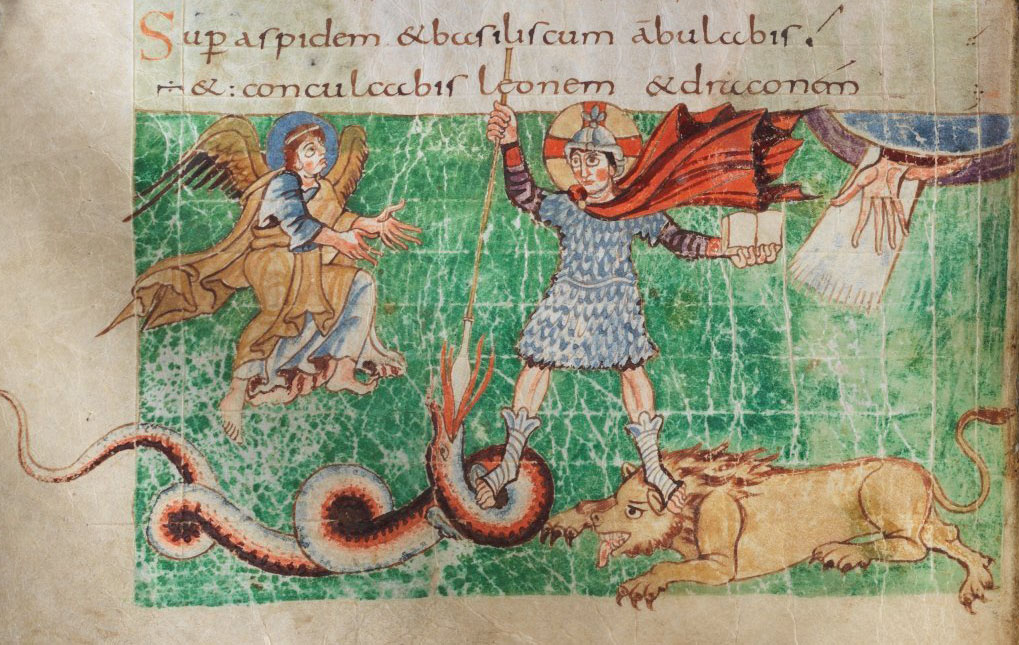
Representación de Cristo como un guerrero heroico en del (Stuttgart Psalter, fol. 23, ilustración del Salmo 91:13)

Los pueblos germánicos fueron cristianizados durante el transcurso de la Antigüedad tardía y la Alta Edad Media. En el siglo VII, tanto la Inglaterra anglosajona como el Imperio Franco eran, al menos oficialmente, cristianas y para el año 1100, el paganismo germano también habría dejado de ejercer su influencia en Escandinavia.

## Historia
En el siglo IV, el prestigio del Imperio Romano había facilitado los primeros pasos del cristianismo en territorios germanos. Hasta el comienzo de la Decadencia del Imperio romano, todas aquellas tribus que se habían instalado en los territorios del imperio con las excepciones de sajones, francos y lombardos se habían convertido al cristianismo. Algunas habían adoptado el arrianismo (entre ellas godos y vándalos) en lugar de las creencias trinitarias oficiales aprobadas en el Primer Concilio de Nicea por la Iglesia católica. El progresivo auge del Cristianismo Germánico fue debido a la adhesión, muchas veces voluntaria, de grupos asociados al Imperio Romano.
A partir del siglo VI, la cristianización de las tribus germánicas fue realizada principalmente por misioneros enviados por la Iglesia católica.
Muchos godos se habían convertido al cristianismo individualmente fuera del imperio; de las otras tribus, la mayor parte se había convertido al asentarse en el territorio del imperio y francos y anglosajones se convirtieron pocas generaciones después. Durante los siglos inmediatamente posteriores a la caída del Imperio Romano, los cristianos germánicos se fueron orientando progresivamente hacia la Iglesia católica occidental frente a la Iglesia ortodoxa oriental, especialmente tras el reinado de Carlomagno.

### Los visigodos
En el siglo III , los pueblos germanos orientales se asentaron en Escitia. La cultura e identidad de los godos emergieron como una mezcla de las aportaciones de estos pueblos y una cierta influencia romana. En esa época, los asaltantes godos tomaban prisioneros romanos, muchos de ellos cristianos, mientras que los asaltantes aliados de Roma también capturaban godos.
Ulfilas era hijo o nieto de cautivos cristianos de Sadagoltina en Capadocia. En 337 o 341, Ulfilas se convirtió en el primer obispo de los godos. Para 348, uno de los reyes godos desencadenó la primera persecución a los cristianos y Ulfilas y muchos otros cristianos huyeron a Mesia secunda (en la actual Bulgaria) en territorio del Imperio Romano. Otros cristianos, incluyendo Wereka, Batwin y Saba el Godo fallecieron en persecuciones posteriores.
Entre 348 y 383, Ulfila tradujo la Biblia al gótico. De esta forma, algunos cristianos arrianos de occidente usaban lenguas vernáculas para sus servicios, al igual que los cristianos orientales, mientras que la mayor parte de la cristiandad occidental usaban exclusivamente el latín.

### Francos y alamanes
Los francos, gobernados por la dinastía merovingia, que había llegado a la Galia en el siglo III habían permanecido paganos al principio. Sin embargo, en las navidades de 498, Clodoveo I se convirtió a la fe católica tras su victoria en Tolbiac y fue bautizado en Reims. Los detalles de este suceso nos han llegado a través del relato de Gregorio de Tours
Los alamanes se convirtieron al cristianismo sólo tras un periodo de sincretismo durante el siglo VII, a imitación de la nueva religión de la élite Merovingia.
Los lombardos adoptaron el catolicismo tras su llegada a Italia durante el siglo VI.
Durante el siglo VIII, los francos se convirtieron en los abanderados del catolicismo en Europa Occidental, enfrentándose en su nombre a los cristianos arrianos, los invasores islamicos y a los pueblos germanos aún paganos como sajones y frisios. Hasta 1066, año en que daneses y nórdicos habían perdido su influencia en Gran Bretaña, el trabajo teológico y misionero fue desarrollado por misioneros anglosajones, con éxito desigual. Un acontecimiento decisivo fue el derribo del roble de Thor en 723 cerca de Fritzlar por San Bonifacio, apóstol de los Germanos y primer arzobispo de Maguncia.
Finalmente, la conversión fue impuesta por la fuerza, gracias principalmente a los esfuerzos de Carlomagno y los francos que iniciaron la conquista de Sajonia en 772 con la destrucción del Irminsul y derrotando y sometiendo definitivamente a esta tribu en 787 tras el asesinato de sus líderes en Verden y los desplazamientos forzados de sus integrantes.

### Inglaterra
La cristianización de la Inglaterra anglosajona comenzó en torno al año 600, influenciada por la misión gregoriana enviada desde Roma y por la misión hiberno-escocesa llegada desde el noroeste. Gregorio I envió a Agustín, futuro primer arzobispo de Cantórbery al sur de Inglaterra en 597. El proceso de conversión se iniciaba normalmente en los estratos altos de la sociedad y se propagaba hacia abajo de modo generalmente pacífico. De este modo, cuando un gobernante local decidía convertirse, todos sus súbditos y dependientes pasaban a ser (al menos nominalmente) cristianos. Este proceso era a menudo parcial, debido tanto a la confusión como a la naturaleza de la nueva religión. Un caso famoso fue el de Redvaldo, rey de Estanglia, que erigió un altar cristiano en su templo pagano. Su supuesto enterramiento en Sutton Hoo muestra claras influencias tanto cristianas, como paganas.
El último rey anglosajón pagano, el juto Arwald de la isla de Wight murió en batalla en 686, en lucha contra la imposición del cristianismo en su reino.
Durante el prolongado periodo de incursiones vikingas, el paganismo regresó brevemente a Gran Bretaña, principalmente en el Danelaw durante el siglo IX y especialmente en Northumbria, cuyo último rey, Eric Hachasangrienta vikingo y probablemente pagano, gobernó hasta el año 954.

### Escandinavia
Escandinavia fue el último territorio germánico en Europa en convertirse y el más reticente. Desde la Alta Edad Media, Europa Septentrional fue progresivamente adoptando el cristianismo, gracias al impulso de las naciones germanas del sur y la dirección de la iglesia, y culminando en las conocidas como Cruzadas del Norte. Posteriormente la nobleza germana y escandinava logró extender su poder también a pueblos fineses, lapones y bálticos.

## Características
El bautismo del franco Clodoveo I tuvo un inmenso impacto sobre la historia de Europa y en él podemos ver dos de las características fundamentales del proceso de cristianización.
En primer lugar, la esposa de Clodoveo, Clotilde era católica y jugó un importante papel en la conversión de su marido. Mucho antes de recibir el bautismo, el monarca franco había autorizado ya el bautizo de sus hijos.
Pero el factor decisivo para que Clodoveo decidiera adoptar la fe cristiana fue la creencia de que recibiría ayuda espiritual de Cristo en las batallas. En la batalla de Tolbiac se vio en tales dificultades que rezó a Cristo por su victoria. Finalmente venció, tras lo que pidió ser instruido en la fe cristiana por San Remigio.
Que un Comandante en jefe atribuyera su victoria al Dios cristiano es un motivo recurrente de conversión desde el cambio constantiniano. Aunque el Nuevo Testamento no menciona en ningún lugar que se podría obtener ayuda de Cristo en las batallas, la cruz fue considerada como un talismán desde la victoria de Constantino I en la batalla del Puente Milvio.
Sin embargo, que un pagano como Clodoveo pidiera ayuda a Cristo muestra también la adaptabilidad del politeísmo germano. En la tradición politeísta germánica, si Odin fallaba, uno podía probar con Cristo por una vez. La exclusividad cristiana, que es obvia desde el Primer Mandamiento, era desconocida para los paganos. Como consecuencia, los paganos podían ser pragmáticos y casi utilitaristas en sus decisiones religiosas. Un buen ejemplo de esto lo constituyen los varios Martillos de Thor con cruces grabadas encontrados en excavaciones arqueológicas en Escandinavia. Otro suceso ejemplar durante la segunda estancia de Ansgar en Birka: Un sacerdote pagano pidió a los habitantes del lugar que no participaran el culto al Dios cristiano extranjero. Si no tenían dioses suficientes, deberían elevar a la divinidad a uno de sus reyes muertos, Erik Refilsson.
El bautismo de Clodoveo subraya igualmente el aspecto sagrado de la realeza germánica. Un rey germánico no era sólo el gobernante político, sino que también ostentaba el cargo religioso más alto entre su pueblo. Era visto como un ser de ascencendia divina, era el director del culto y el responsable de la fertilidad de la tierra y las victorias militares. Por tanto, la conversión de un líder tenía un fuerte impacto en su gente. Si él consideraba apropiado adoptar el cristianismo, también era una buena idea para el resto de su pueblo.
A diferencia de la evolución del Cristianismo en el Imperio Romano, la conversión de las tribus Germánicas se realizó generalmente de arriba abajo, en el sentido de que los misioneros se dirigían a convertir en primer lugar a la nobleza, que impondría su nueva fe al resto de la población. Esto conecta con la posición sagrada del rey en la tradición pagana germánica: el rey es el encargado de interactuar con la divinidad en beneficio de su gente, de modo que sus súbditos no veían ningún problema en que el rey cambiara su orientación religiosa
Consecuentamente, el cristianismo tenía que ser presentado a estos Señores de la Guerra en la edad de las migraciones como una religión de conquistadores, algo bastante sencillo teniendo en cuenta el poderío militar de Roma
Así, el primer Cristianismo Germánico se presentaba como una alternativa al paganismo germánico, sincretizando algunos elementos como paralelos entre Woden y Cristo. Una buena muestra de estas tendencias es el poema anglosajón Sueño de la Cruz, donde Jesús es mostrado como el modelo heroico de un guerrero germánico que afronta su muerte sin temor e incluso con avidez. La Cruz, hablando como si fuera un miembro más de los partidarios de Cristo, acepta su destino mientras ve morir al Creador y entonces explica que la muerte de Cristo no había sido una derrota sino una victoria. Esto está en correspondencia directa con las ideas Germánicas paganas de lealtad al señor propio.

## Evolución posterior
Durante la Alta Edad Media comenzó un litigio entre el Sacro Imperio Romano-Germánico y Roma, conocido como Querella de las Investiduras y que se prolongaría durante largos años.
Posteriormente, a partir del siglo XVI comenzó la Reforma Protestante, que nació en lugares de habla germánica (Alemania, Escandinavia, Gran Bretaña). El último emperador germano en ser coronado por el Papa fue Maximiliano I en 1493. La división religiosa acabaría provocando la Guerra de los Treinta Años, que concluyó con la Paz de Westfalia por la que se consagró la división de cultos que ha llegado hasta nuestros días: la mayor parte de Austria, Luxemburgo, el sur (especialmente Baviera) y el oeste de Alemania (Sarre y Renania) permanecieron católicas mientras que el norte y el este de Alemania (Prusia) permanecieron luteranas. En tiempos de paz, la religión del gobernante determinaba la religión de sus súbditos.

## Lista de misioneros
Misioneros cristianos evangelizadores de pueblos germanos:
- Godos
- Ulfilas, godo (341-383)

- Lombardos
- San Severino
  - Eugippus

- Alamanes
- Fridolino de Säckingen
- Columbano (irlandés, siglo VI)
  - San Galo

- Anglo-Sajones (ver misión gregoriana)
- Liuhardo de Canterbury (siglo VI)
- Agustín de Canterbury (597-604)
  - Lorenzo de Canterbury
  - Melito de Canterbury
  - Justo de Canterbury
- Chad de Mercia (siglo VII)
- San Honorio
- Aidan de Lindisfarne

- Al Imperio Franco (ver misión hiberno-escocesa, misión anglosajona
- San Trudpert (Irlandés, siglo VII)
- San Rumoldo
- San Bonifacio (inglés, siglo VIII)
  - Santa Walpurga, San Willibaldo y San Winibaldo (colaboradores de San Bonifacio)
- San Wilfried
- San Willibrord
- San Willehad
- San Lebuin
- San Liudger
- San Ewald
- San Suitbert de Kaiserswerth
- San Pirmin
- Carlomagno

- A los Bávaros
- San Corbiniano

- A Escandinavia
- San Óscar (siglo IX)
- Adán de Bremen (siglo XI)